# Csekovszky Árpád

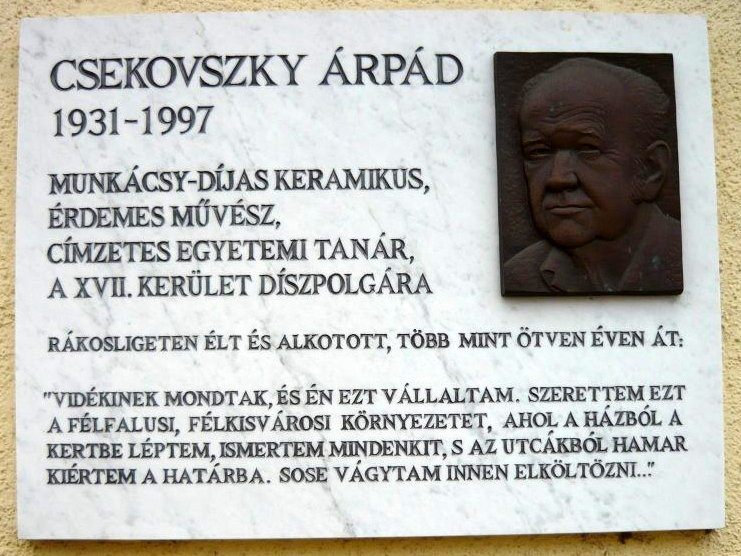
Emléktáblája a Csekovszky Árpád Művelődési Ház oldalán

Csekovszky Árpád (Csikóstőttős, 1931. január 3. – Budapest, 1997. április 16.) Munkácsy-díjas magyar keramikus, szobrász, címzetes egyetemi tanár.
Számtalan hazai és külföldi kiállításon vett részt. Művei kerámiagyűjteményekben szerepelnek itthon és külföldön. Csekovszky Árpád a XX. századi magyar képzőművészet meghatározó egyénisége alkotóként és tanárként egyaránt. A Mestert a fazekas módszerű tárgyformálás gyakorlata helyett a kerámia építészeti szemléletű felfogása érdekelte. Meggyőződése volt, hogy az iparművészet a kommunális rendeltetését kiélve teljesítheti feladatát. Monumentális plasztikái, idoljai, lovas-kocsis alkotásai és épületkerámiái jelentésközlő funkcióval rendelkeznek, ezáltal feloldják azt a határt, amely a képzőművészet és az iparművészetet elválasztják. Csekovszky művészete összeköti a modern magyar kerámiaművészet megteremtőinek első generációját (Gorka Géza, Kovács Margit, Gádor István) azzal a több száz ma alkotó keramikusművésszel, akiket részben ő maga tanított az Iparművészeti Egyetemen. Ő volt egyike, azon vezető művészeknek, aki évtizedeken át meghatározó hatással volt a „harmadik generációs kerámiaművészekre" látásmódjával, formakultúrájával, személyiségének etikájával.

## Életpályája
- 1939        Rákosligetre költözött családjával
- 1951        A Szépmíves Líceumban érettségizett
- 1951        Az Iparművészeti Főiskola kerámia tanszakán elkezdte tanulmányait, mesterei Borsos Miklós, Gádor István és László Gyula voltak.
- 1956        Diplomát szerzett
- 1956        A Művészeti Alap tagja
- 1956-57   A Magyar Iparművészeti Főiskola kerámia szakán dolgozott a Művészeti Alap ösztöndíjasaként
- 1957        A Magyar Képzőművészek Szövetségének tagja
- 1957        Kinevezték tanársegédnek
- 1958        Gádor István nyugdíjba vonulása után kinevezték a kerámia tanszak vezetőjének
- 1962        Adjunktusi kinevezés
- 1963        Munkácsy-díj
- 1969        Egyetemi docensi kinevezés
- 1963-71  A Képzőművészek Szövetsége Választmányának tagja
- 1967-71  A Képzőművészeti Alapnál kerámia szaklektor
- 1971       A genfi Kerámia Akadémia tagja
- 1977       Érdemes művész kitüntetés
- 1981-83  Az Iparművészeti Főiskola Egyetemi Tanácsának tagja
- 1984-85  A Kerámia Formatervező Stúdiója vezetője
- 1992       Nyugdíjba vonult, de továbbra is oktat
- 1992       Kinevezték címzetes egyetemi tanárnak
- 1996       Rákosmente díszpolgára cím elnyerése
- 1998       A Rákosligeti Közösségi Ház felvette nevét
- 1998       Budapest Főváros XVII. ker. Önkormányzata létrehozta a Csekovszky Árpád Művészeti Közalapítványt, mely emlékét és művészeti hagyatékát hivatott megőrizni
- 2003       Megnyílik a Csekovszky-gyűjtemény Kiállítóháza Rákosligeten

## Egyéni kiállításai
- 1962 •  Budapest, Fényes Adolf Terem, (Gulyás Zsuzsa textiltervezővel)
- 1972 •  Rákosliget, Művelődési Klub
- 1978 •  Budapest, Műcsarnok, gyűjteményes kiállítás, katalógus bevezető László Gyula
- 1986 •  Budapest, Dózsa György Művelődési Központ
- 1992 •  Budapest, Csók Galéria, Budapest •
- 1991 •  Budapest, Rákoshegy, Erdős Renée Ház
- 1993 • Budapest, Kék Iskola Galéria
- 1997 • Budapest, Erdős Renée Ház (emlékkiállítás)
- 1997 • Dunakeszi, Gárdonyi Géza Galéria (emlékkiállítás)
- 1997 • Zalaegerszeg, Városi Hangverseny- és Kiállítóterem (emlékkiállítás)
- 1998 • Budapest, Rákosliget, Csekovszky Árpád Művelődési Ház névadó ünnepség, kamara-kiállítás
- 2001 • Budapest, Rákosligeti Művészeti Napok "100 éves a Csekovszky Árpád Művelődési Ház" c. kamara-kiállítás
- 2001 • Budapest, Kézműipari Szakközépiskola és Szakmunkásképző (emlékkiállítás)
- 2001 • Budapest, Vigadó Galéria (életmű-kiállítás)
- 2017 • Budapest, Erdős Renée Ház, " Belső utak – gondolattól a műalkotásig" (jubileumi kiállítás)
- 2019 • Budapest, Csekovszky-gyűjtemény Kiállítóháza, "A tornyok, lépcsők, szentek festője – Csekó”  időszaki kiállítás

## Részvétele csoportos kiállításokon (válogatás)
- 1962 • Kerámia kiállítás, Helsinki • Ungerskt Konsthantverk, Stockholm
- 1962, 1977 • Nemzetközi kerámia kiállítás, Prága
- 1963 • Magyar kerámia kiállítás, London, Washington • Modern magyar kerámia, Royal Festival Hall, London
- 1963, 1964, 1965 • Nemzetközi Kerámia kiállítás, Faenza
- 1965, 1975, 1983 • Országos iparművészeti kiállítás, Műcsarnok, Budapest
- 1966 • Magyar iparművészeti kiállítás, Moszkva
- 1967 • Nemzetközi kerámia kiállítás, Isztambul
- 1968 • Mai magyar kerámia, Siklós
- 1968-1972, 1976-1980, 1984-1988 • Országos Kerámia Biennálé, Pécs
- 1970 • Nemzetközi Kerámia Szimpozion, Siklós
- 1970-1976 • Nemzetközi Kerámia Biennálé, Vallauris (FR)
- 1970, 1976 • Nemzetközi Kerámia Biennálé, Sopot (PL)
- 1972 • Nemzetközi kerámia kiállítás, London
- 1974 • Szocialista Országok Iparművészeti Quadriennáléja, Erfurt
- 1975 • Jubileumi iparművészeti kiállítás, Műcsarnok, Budapest • Köztulajdon, Műcsarnok, Budapest • Magyar kerámia és textil, Moszkva
- 1977 • Mai magyar iparművészeti kiállítás, Prága
- 1978 • Mai magyar iparművészeti, Belgrád • Öt magyar iparművész kiállítása, Magyar Kultúra Háza, Berlin
- 1982 • Magyar kerámia, Palazzo delle Esposizioni, Faenza
- 1984 • Kortárs magyar művészet, Banca d’Italia Szociális és Kulturális Központ, Róma
- 1993 1995 • Magyar Keramikusok Társasága kiállítás, Csók Galéria, Budapest
- 1994 • Magastűzön, Magyar Keramikusok Társasága kiállítás, Gödöllői Galéria, Gödöllő
- 1995 • XX. századi magyar keramikusok. Válogatás az IPM gyűjteményéből, IPM
- 1997 • Senior kiállítás, Árkád Galéria, Budapest
- 1998 • Őszi Kerámia Tárlat, Olof Palme Ház, Budapest

## Díjai, elismerései
- 1955   Ifjúsági pályázat I. díj
- 1962   Prága, AIC (Nemzetközi Kerámia Akadémia) kiállítás, ezüstérem
- 1963   Munkácsy Mihály-díj címzetes egyetemi tanár
- 1963   Faenza (Olaszország) Nemzetközi Kerámia Verseny diploma
- 1965   Faenza (Olaszország) Nemzetközi Kerámia Verseny diploma
- 1970   Sopot (Lengyelország) Nemzetközi Kerámia Triennálé, diploma
- 1970   Vallauris (Franciaország) Nemzetközi Kerámia Biennálé, I. díj
- 1971   Faenza (Olaszország) Nemzetközi Kerámia Verseny diploma
- 1972   Vallauris (Franciaország) Nemzetközi Kerámia Biennálé, diploma
- 1975   Pécs, IV. Országos Kerámia Biennálé, Pécs, I. díj
- 1976   Vallauris (Franciaország) Nemzetközi Kerámia Biennálé, diploma
- 1976   Sopot (Lengyelország) Nemzetközi Kerámia Triennálé, diploma
- 1977   Érdemes művész
- 1977   A Kulturális Minisztériun Nívódíja a "Régi városközpont emlékére" (Veszprém) c. alkotásért
- 1978   A Kulturális Minisztérium nívódíja a Műcsarnokbeli gyűjteményes kiállításért
- 1982   A Művelődési Minisztérium Szocialista Kultúráért díja
- 1984   A Művelődési Minisztérium nívódíja a XVII. ker. Összefogás Óvodában elhelyezett alkotásokért
- 1985   A Fővárosi Tanács Elnökének "Budapestért" kitüntetése
- 1990   A Fővárosi Tanács Elnökének "Budapestért" kitüntetése
- 1991   A Művelődési és Közoktatási Minisztérium díja (II. János Pál pápa magyarországi látogatása alkalmából meghirdetett pályázat)
- 1992   Pedagógus Szolgálati Emlékérem
- 1994   A Képző- és Iparművészeti Lektorátus különdíja a "Magastűzön" című kiállításon bemutatott alkotásokért.
- 1996   XVII. kerület (Rákosmente) díszpolgára

## Emlékezete
- Emléktáblája a róla elnevezett Csekovszky Árpád Művelődési Ház oldalán, Budapest, XVII. kerületében, a Hősök terén található.

- 1998-ban a XVII. kerület Önkormányzata megalapította  a Csekovszky Árpád Művészeti Közalapítványt, melyet a Fővárosi Bíróság, kiemelkedően közhasznú alapítványként vett nyilvántartásba. A Közalapítvány célja Csekovszky Árpád eszmei és művészeti hagyatékának megőrzése, tudományos feldolgozása, gondozása és a közönség számára hozzáférhetővé tétele.

- A Csekovszky-gyűjtemény Kiállítóháza: A művész egykori műterméből kialakított Kiállítóházban, 2003-ban állandó, az alkotói hagyaték jelentős részét bemutató kiállítás nyílt, melynek működtetéséről a Közalapítvány a XVII. kerület Rákosmente Önkormányzatának támogatásával gondoskodik. Az itt bemutatott 320 alkotás az életmű karakterének teljes keresztmetszetét képviseli, leginkább plasztikák, murális tervek, grafikák és festmények.